# Airbus A321neo
El Airbus A321neo es un avión comercial de pasajeros a reacción, de fuselaje estrecho y de mediano alcance fabricado por Airbus, derivado de la versión más reciente del Airbus A320, el A320neo. El primer vuelo se realizó el 9 de febrero de 2016 en la planta de la fábrica en Hamburgo (Alemania), con la aeronave registrada como D-AVXB, utilizando motores CFM International LEAP-1A. La primera unidad en prestar servicio comercial, con registro N921VA (MSN 7589) fue entregada a Virgin America el 20 de abril de 2017 tomando el nombre de 'Neo kid on the block'. Entró en servicio el 31 de mayo del mismo año, cubriendo la ruta San Francisco - Washington D. C.

## Desarrollo

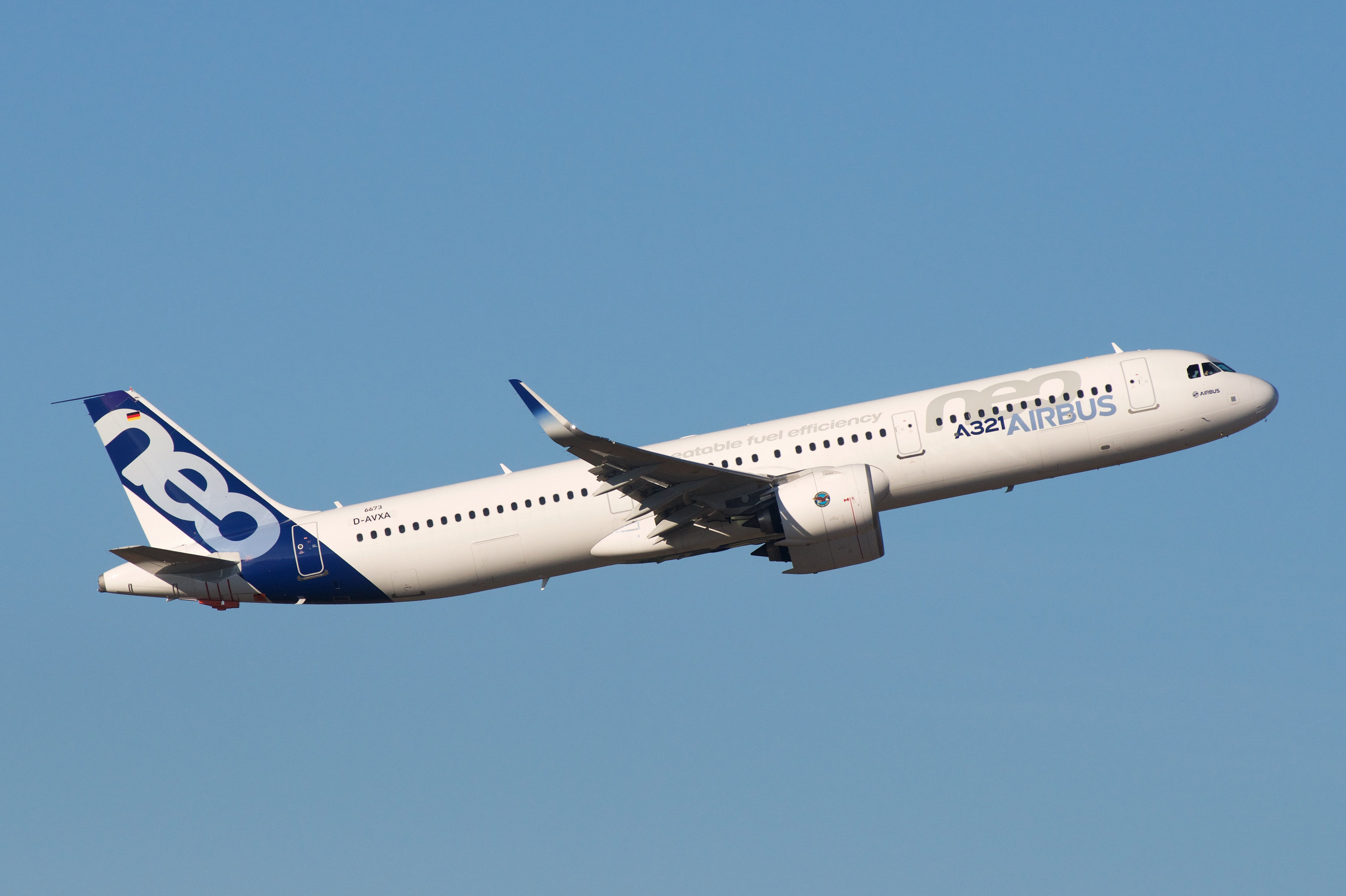
A321neo de Airbus despegando de Toulouse durante el programa de pruebas.

El 17 de enero de 2013 fue anunciada una nueva opción de configuración de cabina para esta aeronave, llamada Space flex, la cual permitiría acomodar hasta 240 pasajeros en una configuración de alta densidad (hasta 20 más que en la configuración de cabina estándar). Esta configuración vendría acompañada de cambios en las salidas de emergencia y en la ubicación y estructura de los Galleys.
Fue certificado con motores Pratt & Whitney el 15 de diciembre de 2016, y recibió la certificación de la EASA y la FAA para la versión motorizada con CFM Leap simultáneamente el 1ro de marzo de 2017.
El primer A321neo, propiedad de GECAS, se entregó en Hamburgo a Virgin America, configurado con 184 asientos y motores LEAP, y entró en servicio in mayo de 2017.
El peso vacío del neo 1,8t mayor que el ceo debido a los nuevos motores y las modificaciones asociadas de la estructura: los pilones, ala, y sistemas de toma de aire y aceite fueron adaptados.
Al mismo peso máximo, alcanza FL310 30 Nm y 4 minutos antes que el CEO.
El 31 de enero de 2018 se efectuó el primer vuelo de la variante de esta aeronave, el A321LR (long range o rango extendido). Esta versión incluye las características de la cabina Space flex. De manera opcional, es posible equipar un tanque de combustible central adicional, logrando un peso máximo de despegue de 97 toneladas. El rango máximo para esta variante se estima en 7400 km (4000 nm). Se espera que esta variante obtenga la certificación EASA para mediados de 2018 y que entre en servicio a finales del mismo año.
La EASA permitió certificar el neo sin palancas de mando activas.

## Componentes de la familia A320neo
Estados Unidos -  Francia

### Electrónica

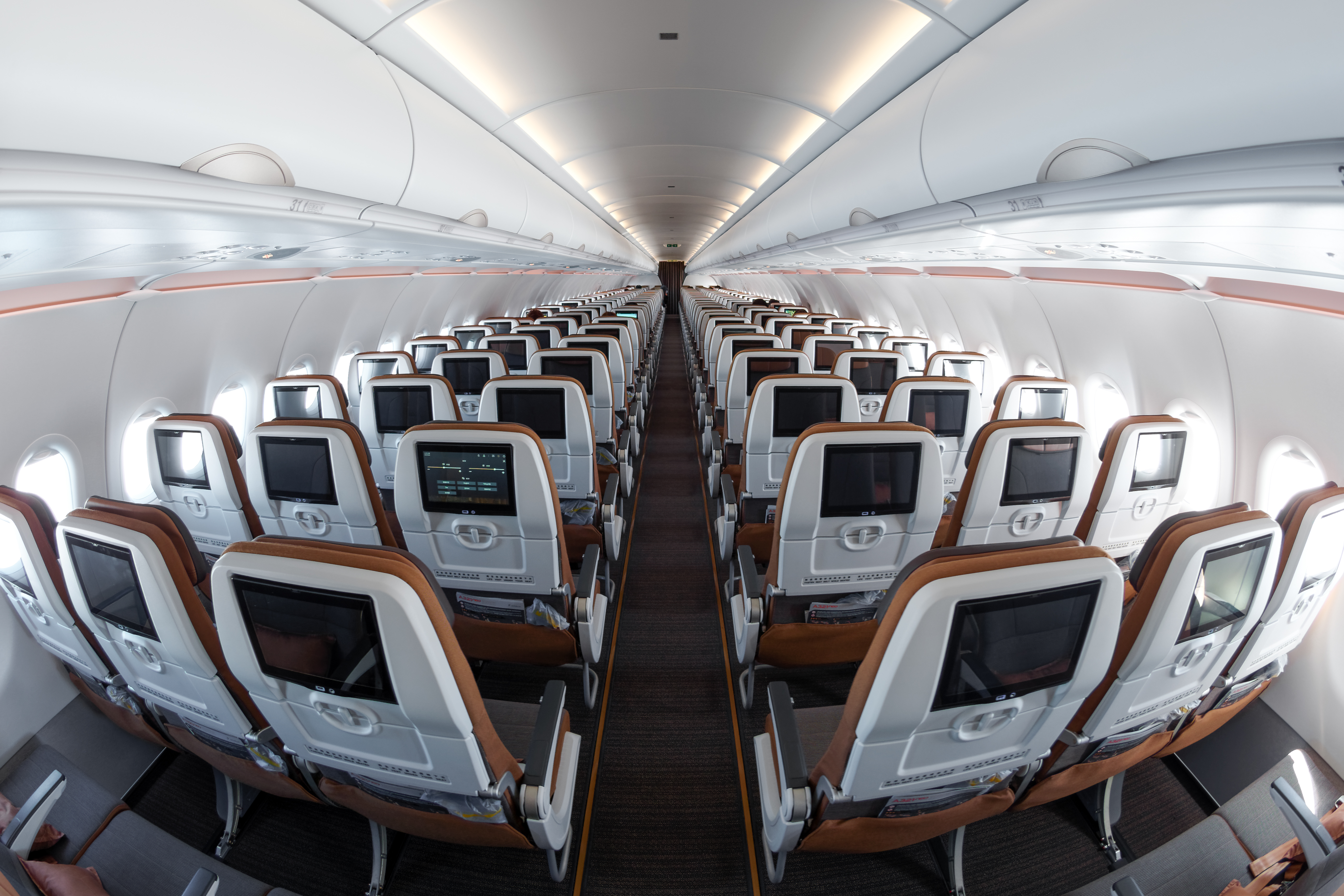
10.1" 720p IFE en la amplia clase económica de STARLUX Airlines. El fuselaje es más ancho que el de un Boeing 737 pero más angosto que el de un Irkut MC-21.

| Sistema                                               | País                                           | Fabricante              | Notas          |
| ----------------------------------------------------- | ---------------------------------------------- | ----------------------- | -------------- |
| Redes de datos                                        |                                                |                         | ARINC 429, CAN |
| Computadoras de elevador y alerón (ELAC)              | Bandera de Francia                             | Thales                  | 2              |
| ADIRUs                                                | Bandera de Estados Unidos                      | Honeywell               | 3              |
| Sensores AoA                                          | Bandera de Francia                             | Thales                  | 3              |
| Computadoras de disruptor y elevador (SEC)            | Bandera de Francia                             | Thales                  | 3              |
| Computadoras de aumento del vuelo (FAC)               | Bandera de Francia                             | Thales                  | 2              |
| TAWS (opción)                                         | Bandera de Estados Unidos                      | ACSS                    |                |
| TAWS                                                  | Bandera de Estados Unidos                      | Honeywell               | EGPWS          |
| SmartLanding (opción)                                 | Bandera de Estados Unidos                      | Honeywell               | EGPWS          |
| SmartRunway (opción)                                  | Bandera de Estados Unidos                      | Honeywell               | EGPWS          |
| ATSAW (opción)                                        | Bandera de Estados Unidos                      | ACSS                    |                |
| ATSAW (opción)                                        | Bandera de Estados Unidos                      | Honeywell               |                |
| ACAS II (opción)                                      | Bandera de Estados Unidos                      | ACSS                    |                |
| ACAS II (opción)                                      | Bandera de Estados Unidos                      | Honeywell               |                |
| ACAS II (opción)                                      | Bandera de Estados Unidos                      | Rockwell Collins        |                |
| Computadoras de guiado de la gestión del vuelo (FMGC) | Bandera de Francia                             | Thales                  | 2              |
| Sistemas de gestión del vuelo (FMS, opción)           | Bandera de Estados Unidos · Bandera de Francia | Smiths Aerospace Thales | TopFlight FMS  |
| Lenguaje de programación de los TopFlight FMS         |                                                |                         | Ada            |
| CPUs de los TopFlight FMS                             | Bandera de Estados Unidos                      | Motorola                | 68040          |
| Sistemas de gestión del vuelo (FMS, opción)           | Bandera de Estados Unidos                      | Honeywell               | Pegasus II     |
| CPUs de los Pegasus II                                | Bandera de Estados Unidos                      | Honeywell               | 29KII          |

### Propulsión

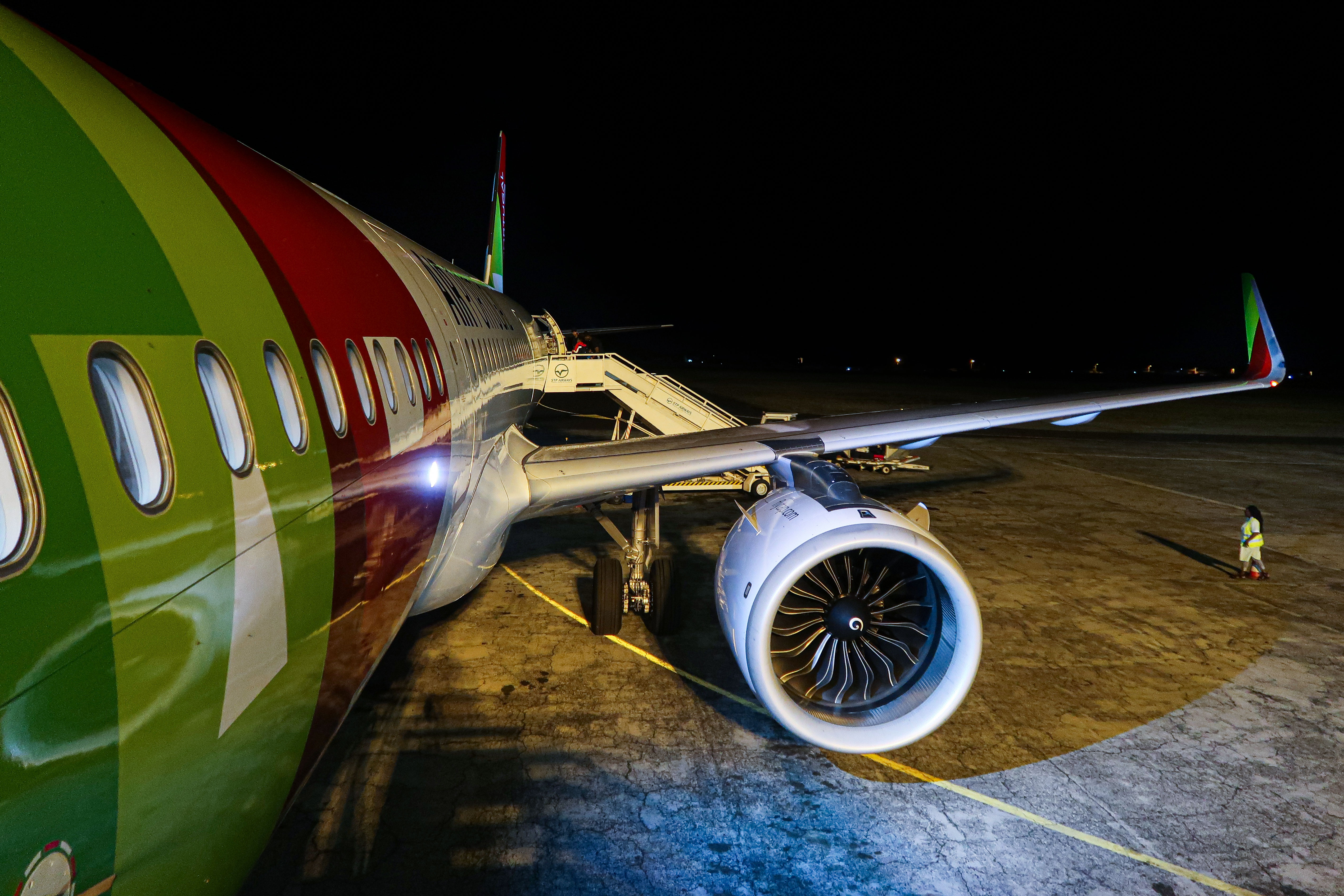
LEAP en TAP Air Portugal

| Sistema        | País                                           | Fabricante        | Notas       |
| -------------- | ---------------------------------------------- | ----------------- | ----------- |
| Motor (opción) | Bandera de Estados Unidos · Bandera de Francia | CFM International | 2 × LEAP-1A |
| Motor (opción) | Bandera de Estados Unidos                      | Pratt & Whitney   | 2 × PW1900G |

## Variantes
- A321neo
- A321LR
- A321XLR

## Operadores

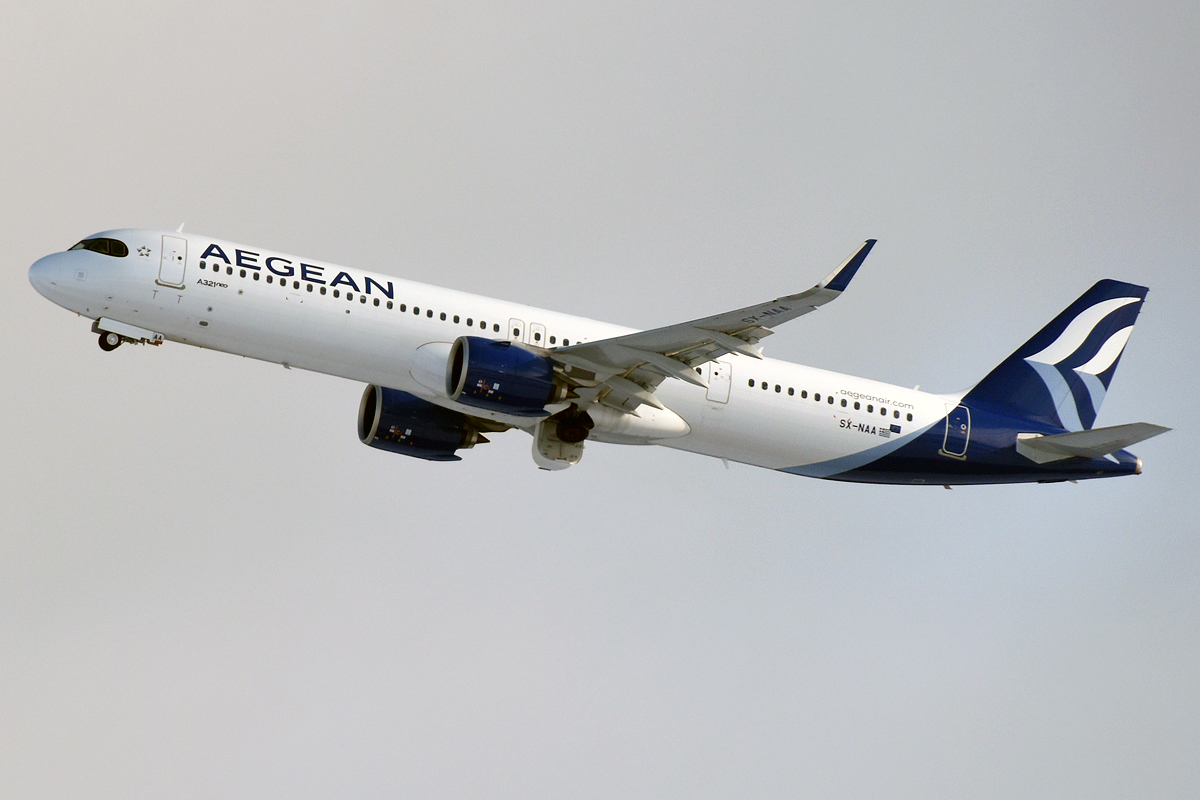
A321-271NX de Aegean Airlines

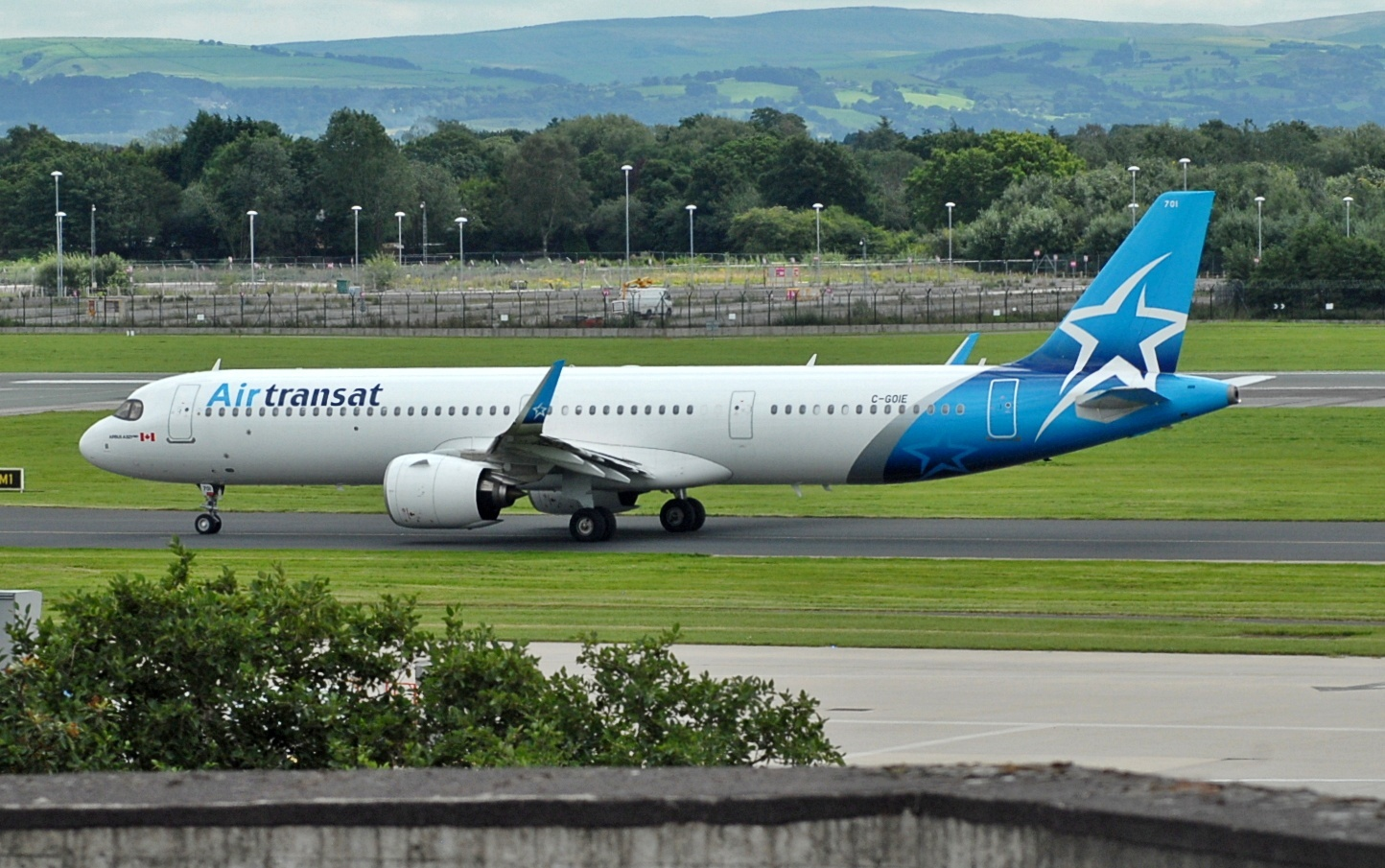
A321-271NX de Air Transat en el aeropuerto de Mánchester

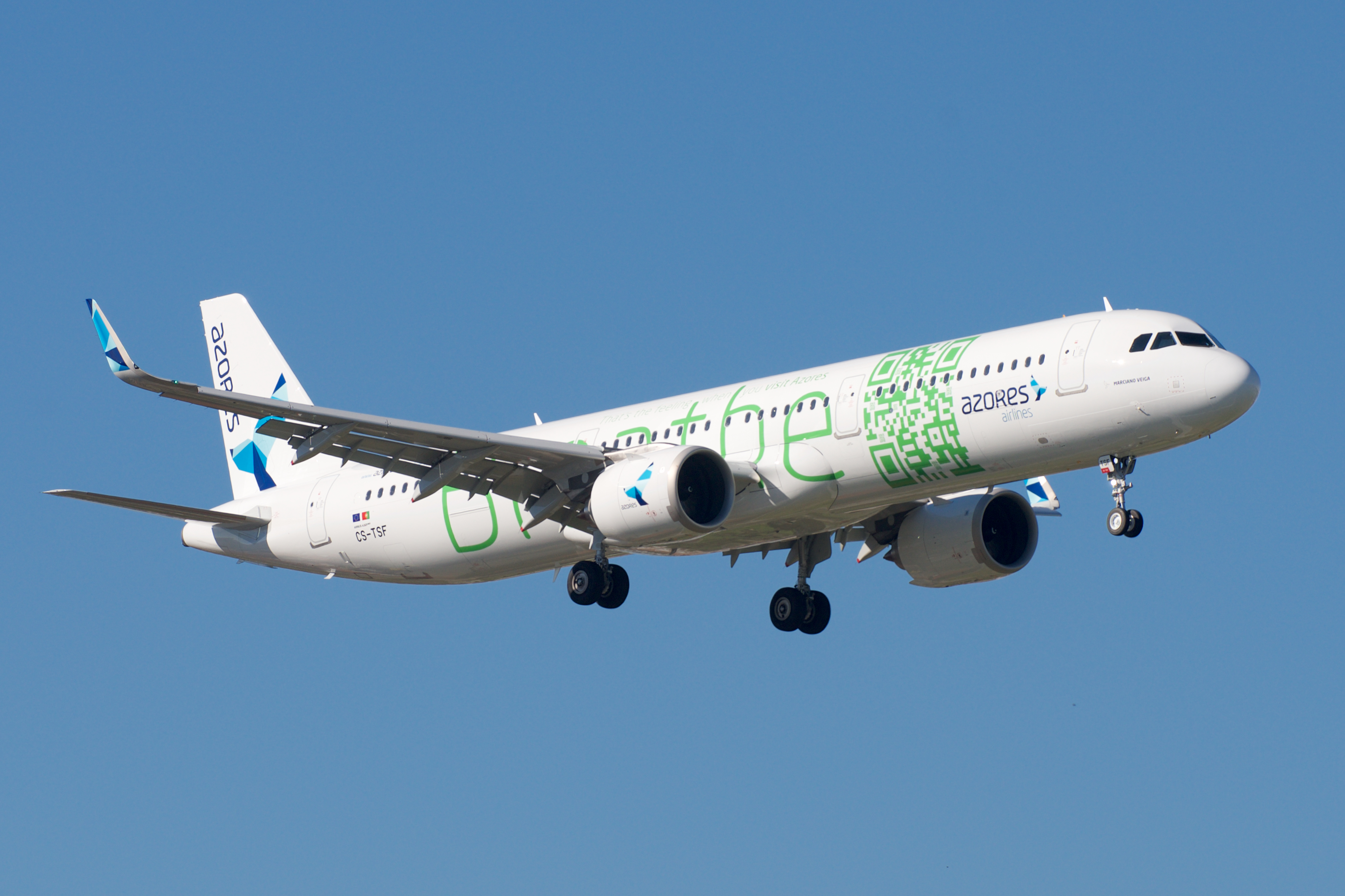
A321-251N de Azores Airlines

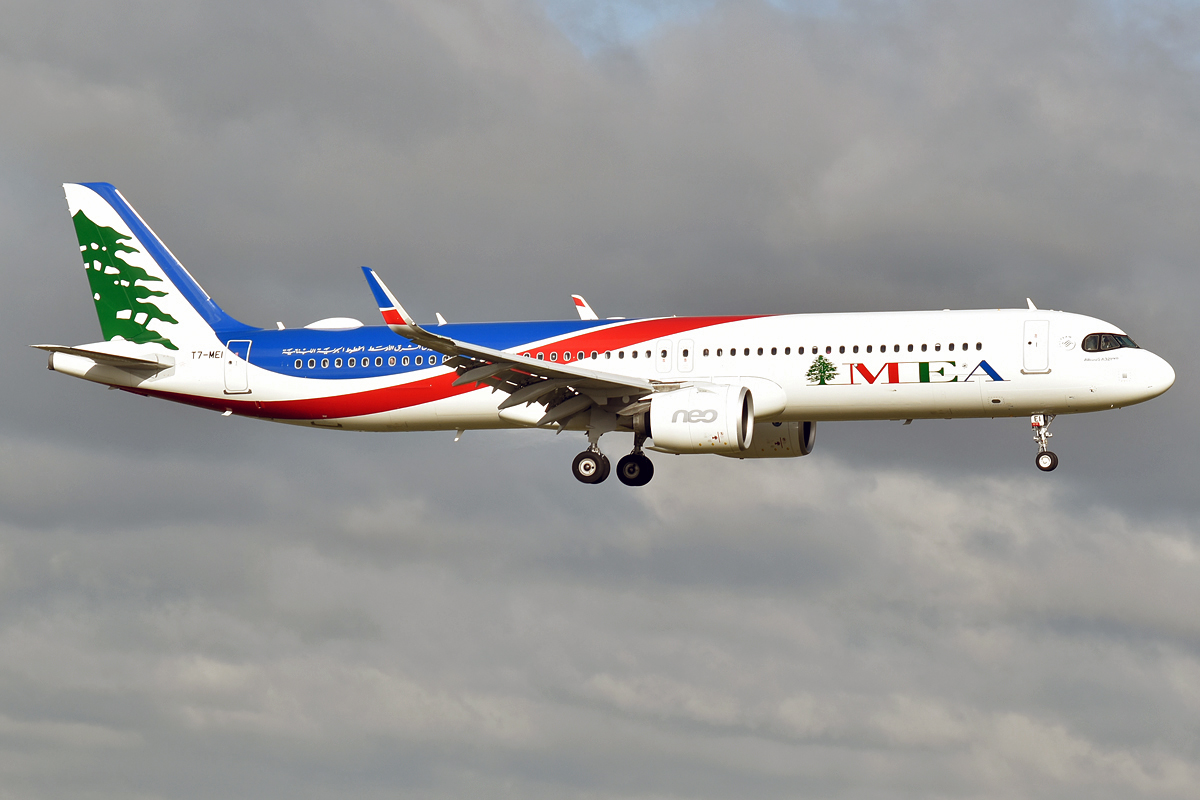
A321-271NX de Middle East Airlines

Algunos de los operadores actuales de Airbus A321neo en el mundo (excluyendo los pedidos, septiembre de 2019)

### África
- EgyptAir (5)[21]

### América
- American Airlines (70)[22]
- Delta Air Lines (51)[23]
- Frontier Airlines (43)[24]
- JetBlue Airways (33)[25]
- United Airlines (29)[26]
- Volaris (28)[27]
- Viva (25)[28][29]
- Spirit Airlines (21)[30]
- Hawaiian Airlines (18)[31]
- Air Transat (15)[32]
- JetSmart (8)[33]
- LATAM Brasil (7)[34]
- Azul Linhas Aéreas Brasileiras (6)[35]
- Alaska Airlines (5)[36]
- Sky Airline (4)[37]

### Asia
- IndiGo Airlines (94)[38]
- China Southern Airlines (63)[39]
- Air China (30)[40]
- Sichuan Airlines (27)[41]
- VietJet Air (25)[42]
- All Nippon Airways (22)[43]
- Vietnam Airlines (20)[44]
- Cebu Pacific Air (16)[45]
- Xiamen Air (15)[46]
- China Airlines (13)[47]
- StarLux Airlines (13)[48]
- Air Astana (13)[49]
- Spring Airlines (12)[50]
- Cathay Pacific (12)[51]
- Gulf Air (11)[52]
- Vistara (10)[53]
- Juneyao Airlines (10)[54]
- Loong Air (10)[55]
- Scoot (9)[56]
- Middle East Airlines (9)[57]
- HK Express (8)[58]
- Air Busan (8)[59]
- Wizz Air Abu Dhabi (8)[60]
- Philippine Airlines (8)[61]
- Saudia (7)[62]
- SalamAir (7)[63]
- Asiana Airlines (7)[64]
- Shenzhen Airlines (6)[65]
- Bamboo Airways (6)[66]
- Air Arabia (6)[67]
- Chengdu Airlines (5)[68]
- Korean Air (5)[69]
- Air India (4)[70]
- Uzbekistan Airways (4)[71]
- Air Macau (4)[72]
- SriLankan Airlines (4)[73]
- Jetstar Japan (3)[74]
- Peach Aviation (3)[75]
- Beijing Capital Airlines (3)[76]
- Chongqing Airlines (3)[77]
- Qingdao Airlines (2)[78]
- Airblue (2)[79]
- Arkia (2)[80]
- AirAsia (2)[81]
- Thai AirAsia (2)[82]

### Europa
- Wizz Air Malta (79)[83]
- Turkish Airlines (52)[84]
- Pegasus Airlines (49)[85]
- Wizz Air (36)[86]
- TAP Air Portugal (22)[87]
- Lufthansa (17)[88]
- Wizz Air UK (13)[89]
- AnadoluJet (13)[90]
- Aegean Airlines (12)[91]
- British Airways (11)[92]
- easyJet (10)[93]
- Iberia Express (9)[94]
- Aer Lingus (8)[95]
- S7 Airlines (8)[96]
- Ural Airlines (8)[97]
- Jet2.com (5)[98]
- Azores Airlines (5)[99]
- EasyJet Europe (5)[100]
- ITA Airways (4)[101]
- Transavia (3)[102]
- Titan Airways (3)[103]
- Vueling Airlines (3)[104]
- Swiss (3)[105]
- Scandinavian Airlines System (3)[106]
- PLAY (3)[107]
- Aeroflot (3)[108]
- Sunclass Airlines (2)[109]
- Sky Express (2)[110]
- HiSky Europe (2)[111]
- La Compagnie (2)
- Nordwind Airlines (2)[112]
- North-West Air Company (2)[113]
- Novair (2)[114]
- Eurowings (1)[115]
- Southwind Airlines (1)[116]

### Oceanía
- Jetstar Airways (19)[117]
- Air New Zealand (9)[118]

### Antiguos Operadores

#### América
México
- Interjet (8)[119]

 Colombia
- Avianca (2)[120]

#### Europa
Bulgaria
- Holiday Europe (2)[121]

 Turquía
- Onur Air (2)[122]

## Especificaciones
Las siguientes especificaciones técnicas se dan para las cuatro variantes del A321neo:
| Especificación                    | A321-271N | A321-272N | A321-251N | A321-253N |
| --------------------------------- | --- | --- | --- | --- |
| Motores (x2)                      | PW1933G-JM o PW1933GA-JM                                                                                                 | PW1930G-JM | CFM LEAP 1A32 | CFM LEAP 1A33 o LEAP 1A35                                                                                                |
| Empuje máximo                     | 33110 lb | 33110 lb | 32160 lb | 32160 lb |
| Diámetro mayor del cowl del motor | 2.67 m (8.76 ft) | 2.67 m (8.76 ft) | 2.60 m (8.53 ft) | 2.60 m (8.53 ft) |
| Velocidad máxima operativa        | 434 knot (800kmh) | 434 knot (800kmh) | 434 knot (800kmh) | 434 knot (800kmh) |
| Peso máximo de despegue           | Entre 89000 kg (196210 lb) y 94090 kg (207470 lb)                                                                        | Entre 89000 kg (196210 lb) y 94090 kg (207470 lb)                                                                        | Entre 89000 kg (196210 lb) y 94090 kg (207470 lb)                                                                        | Entre 89000 kg (196210 lb) y 94090 kg (207470 lb)                                                                        |
| Altitud máxima operativa          | 12000 m (39100 ft) en limpio y 6500 m (20000 ft) con hipersustentadores desplegados                                      | 12000 m (39100 ft) en limpio y 6500 m (20000 ft) con hipersustentadores desplegados                                      | 12000 m (39100 ft) en limpio y 6500 m (20000 ft) con hipersustentadores desplegados                                      | 12000 m (39100 ft) en limpio y 6500 m (20000 ft) con hipersustentadores desplegados                                      |
| Configuración de asientos         | Alta densidad: 220, 230 (con modificación), Configuración estándar: 185 (16 en clase ejecutiva y 169 en clase económica) | Alta densidad: 220, 230 (con modificación), Configuración estándar: 185 (16 en clase ejecutiva y 169 en clase económica) | Alta densidad: 220, 230 (con modificación), Configuración estándar: 185 (16 en clase ejecutiva y 169 en clase económica) | Alta densidad: 220, 230 (con modificación), Configuración estándar: 185 (16 en clase ejecutiva y 169 en clase económica) |
| Longitud                          | 44.51 m (146.03 ft) | 44.51 m (146.03 ft) | 44.51 m (146.03 ft) | 44.51 m (146.03 ft) |
| Envergadura                       | 35.8 M (117.45 ft) | 35.8 M (117.45 ft) | 35.8 M (117.45 ft) | 35.8 M (117.45 ft) |
| Espaciado entre asientos          | Alta densidad: 28/29 in / Configuración estándar: 32 in (clase económica) 36 in (clase económica premium)                | Alta densidad: 28/29 in / Configuración estándar: 32 in (clase económica) 36 in (clase económica premium)                | Alta densidad: 28/29 in / Configuración estándar: 32 in (clase económica) 36 in (clase económica premium)                | Alta densidad: 28/29 in / Configuración estándar: 32 in (clase económica) 36 in (clase económica premium)                |
| Salidas                           | 4 (+4 salidas de emergencia)                                                                                             | 4 (+4 salidas de emergencia)                                                                                             | 4 (+4 salidas de emergencia)                                                                                             | 4 (+4 salidas de emergencia)                                                                                             |

También Airbus presentó el XLR para rutas largas

### Todo lo que debes saber sobre el Airbus A321XLR
El Airbus A321XLR (Extra Long Range) es una variante del exitoso modelo A321neo de Airbus, diseñada para revolucionar los vuelos de larga distancia con aviones de un solo pasillo. Presentado oficialmente en junio de 2019 durante el Salón Aeronáutico de Le Bourget, el A321XLR ha generado gran interés en la industria aeronáutica por su alcance ampliado y eficiencia operativa. Este modelo busca llenar el espacio entre los aviones de fuselaje estrecho y los de fuselaje ancho, ofreciendo una alternativa más rentable y versátil para aerolíneas que operan rutas de largo alcance con una demanda moderada de pasajeros. A continuación, exploramos en detalle las características, ventajas, tecnología y el impacto esperado de este innovador avión.

### Diseño y Características Principales
1. Alcance Extraordinario:
  - El A321XLR tiene un alcance de hasta 8,700 kilómetros (4,700 millas náuticas), significativamente mayor que el A321LR (Long Range), cuya autonomía es de 7,400 kilómetros.
  - Este alcance permite que el A321XLR conecte ciudades como Nueva York y Roma, Dubái y Tokio, o Singapur y Sídney, rutas tradicionalmente operadas por aviones de fuselaje ancho.
2. Capacidad de Pasajeros:
  - La configuración típica permite entre 180 y 220 pasajeros, dependiendo del diseño de cabina que elija cada aerolínea.
  - En configuraciones de alta densidad, puede acomodar hasta 244 pasajeros.
3. Estructura Modificada:
  - El A321XLR incorpora un nuevo tanque central trasero (Rear Centre Tank, o RCT), que permite almacenar más combustible sin ocupar espacio en la bodega de carga.
  - Este tanque es más eficiente que los tanques adicionales usados en el A321LR, ya que optimiza la distribución del peso y mejora la aerodinámica.
  - Las modificaciones incluyen un tren de aterrizaje reforzado para soportar el peso adicional del combustible y una mayor carga útil.
4. Eficiencia de Combustible:
  - Gracias a los motores de nueva generación (CFM Leap-1A o Pratt & Whitney PW1900G-JM) y a las mejoras aerodinámicas, el A321XLR consume un 30% menos de combustible por asiento en comparación con aviones de la generación anterior.
  - Su diseño permite menores emisiones de CO2 y NOx, alineándose con los objetivos de sostenibilidad de la industria.
5. Cabina Airspace:
  - El A321XLR está equipado con la cabina "Airspace" de Airbus, que ofrece una experiencia mejorada para los pasajeros:
    - Compartimentos superiores más amplios.
    - Iluminación LED ambiental personalizable.
    - Mayor comodidad en los asientos.
    - Baños rediseñados y accesibles.

### Ventajas Operativas para las Aerolíneas
1. Costos Reducidos:
  - Al ser un avión de pasillo único, el A321XLR tiene costos operativos significativamente más bajos que los aviones de fuselaje ancho, como el Boeing 787 o el Airbus A330.
  - La eficiencia de combustible reduce los costos por asiento-kilómetro, lo que lo hace especialmente atractivo en rutas de baja o media demanda.
2. Flexibilidad en Rutas:
  - Permite a las aerolíneas abrir nuevas rutas "punto a punto" que antes no eran rentables, eliminando la necesidad de depender de hubs tradicionales.
  - Ideal para conectar ciudades secundarias que no justifican el uso de aviones de fuselaje ancho.
3. Rendimiento de Carga:
  - A pesar de su alcance ampliado, el diseño del RCT asegura que las aerolíneas puedan transportar carga adicional, aumentando los ingresos por vuelo.
4. Mayor Utilización:
  - Su tamaño compacto facilita operaciones en aeropuertos con restricciones de espacio o capacidad, como London City o Santos Dumont en Río de Janeiro.

### Tecnología y Avances
1. Motores de Nueva Generación:
  - Los motores Leap-1A y PW1900G-JM son altamente eficientes y silenciosos, cumpliendo con las estrictas normativas de ruido de la Organización de Aviación Civil Internacional (OACI).
  - Estos motores también ofrecen menores costos de mantenimiento gracias a diseños avanzados y materiales duraderos.
2. Aerodinámica Mejorada:
  - Las alas incorporan sharklets (extensiones en los extremos) que reducen la resistencia aerodinámica y mejoran el rendimiento general.
3. Digitalización y Conectividad:
  - El A321XLR cuenta con sistemas avanzados de gestión de vuelo y monitoreo que optimizan el consumo de combustible en tiempo real.
  - Está equipado con conectividad de cabina para entretenimiento a bordo y opciones de Wi-Fi para los pasajeros.
4. Materiales Ligeros:
  - Utiliza materiales compuestos en partes clave de la estructura para reducir el peso y aumentar la resistencia.

### Impacto en el Mercado de la Aviación
1. Competencia Directa:
  - El A321XLR compite directamente con el Boeing 737 MAX 10 y con algunos modelos de fuselaje ancho de menor capacidad, como el Boeing 767 o incluso versiones más antiguas del A330.
  - Su alcance y eficiencia le dan una ventaja competitiva en el segmento de aviones de pasillo único de largo alcance.
2. Demanda del Mercado:
  - Numerosas aerolíneas han mostrado interés en el A321XLR, con pedidos de compañías como American Airlines, United Airlines, AirAsia X, IndiGo, y Wizz Air, entre otras.
  - Se espera que el A321XLR juegue un papel clave en la recuperación post-COVID-19, donde las aerolíneas buscan reducir costos y aumentar la flexibilidad operativa.
3. Cambio de Paradigma:
  - La capacidad del A321XLR para operar rutas de larga distancia con menores costos está impulsando una transición hacia modelos de avión de pasillo único en rutas que antes requerían aviones de fuselaje ancho.

### Sostenibilidad y Futuro
1. Reducción de Emisiones:
  - El A321XLR emite menos CO2 por pasajero que los aviones de fuselaje ancho en rutas similares, contribuyendo a los objetivos de sostenibilidad de la aviación.
  - Su eficiencia permite a las aerolíneas cumplir con las normativas ambientales sin comprometer el rendimiento.
2. Preparación para Combustibles Sustentables:
  - El diseño del A321XLR es compatible con combustibles de aviación sustentables (SAF), lo que lo hace más adaptable a las futuras demandas del mercado.
3. Liderazgo de Airbus:
  - El éxito del A321XLR refuerza la posición de Airbus como líder en innovación y eficiencia en el segmento de aviones de pasillo único.